# Christian Theodor Weinlig
Christian Theodor Weinlig (Dresden, 25 de juliol de 1780 – Leipzig, 7 de març de 1842) fou un professor de música alemany, compositor, i director de cor a Dresden i Leipzig.
De 1804 a 1808 va rebre les primeres lliçons musicals del seu oncle Christian Ehregott Weinligs, del qual seguí el consell de viatjar a Itàlia per a perfeccionar-se. A partir de 1806 s'establi a Bolonya on fou alumne de Stanislao Mattei, on era membre de l'Accademia Filarmonica. Des de 1814 a 1817 treballà de cantor de la Kreuzkirche a Dresden. El 1823, es convertí en cantor del Thomanerchor a Leipzig, lloc que ocuparia fins a la seva mort.
Entre els seus alumnes n'hi hagué diversos de coneguts com la pianista Clara Schumann i els compositors Karl Borromäus von Miltitz el director d'orquestra Eduard Stein i Richard Wagner, a qui instruí a l'escola de Sant Tomàs de Leipzig, el 1831.